# Chang Feng (missile)
Pour les articles homonymes, voir Changfeng.
Le Chang Feng (en chinois : « 风长 », grand vent) est un missile d'attaque au sol propulsé par turboréacteur, développé en Chine. C'est le premier missile à avoir été développé localement par le pays et c'est le premier missile de croisière d'attaque terrestre à avoir été mis en service dans l'Armée populaire de libération.
Il existe en deux versions, les Chang Feng 1 et Chang Feng 2.

## Histoire
Dans les années 1970, les États-Unis conclurent que les missiles de croisière étaient vraiment un moyen très coûteux de réaliser une domination stratégique. Le développement et la mise en service de 3 000 missiles de croisière leur aurait coûté en effet 8,358 milliards de dollars, auxquels se seraient ajoutés encore 10 milliards d'investissements supplémentaires afin de modifier 170 bombardiers B-52 pouvant emporter et tirer ces missiles.
En comparaison, l'Union soviétique aurait eu à dépenser des sommes et des ressources astronomiques, afin de pouvoir contrer cette menace, à grand coups d'achats de douzaines d'avions de veille radar avancée (EAW) et d'un millier d'intercepteurs. À cela s'ajouteraient un millier de sites de défense anti-aérienne SA-10 et SA-12, ce qui porterait l'addition à une somme d'environ un trillion[pas clair] de dollars (1 milliard de milliards de dollars).
Devant faire face à un choix stratégique similaire, la Chine fut impressionnée par l'efficacité des missiles de croisière, comparé à leur prix. Elle mena donc des études propres en 1979, basée sur celle des Américains. Même si les informations exactes sur ces recherches ont été classifiées depuis qu'elles ont pris fin, les résultats permirent à l'entreprise d'état Sanjiang Space Estate de lancer la production d'un premier missile conçu localement, le Chang Feng 1.

## Versions et caractéristiques

### Chang Feng 1
Le Chang Feng 1 entra en production et en service en Chine, en 1993.
Plusieurs années après, son existence fut officiellement révélée au public chinois, lorsque deux magazines spécialisés du pays, Aerospace China et Aerospace World, rapportèrent son développement. Le second des deux rapporta également son nom, « Chang Feng » (grand vent), quelque temps plus tard. À la suite de la guerre du Golfe, les résultats et informations collectées orientèrent les Chinois vers une modification du CF-1 vers un rôle d'attaque de précision.

### Chang Feng 2
Les travaux de conception du Chang Feng 2 commencèrent rapidement après la mise en service de son aîné, le CF-1. Comme ce dernier, le CF-2 commença en tant que développement privé du constructeur Sanjiang Space Estate, avant de recevoir assez rapidement un soutien gouvernemental, en raison d'une forte demande de la part des militaires chinois.
Le 24 février 1995, le premier test du moteur du CF-2 fut un échec, et ce fut seulement après de longues et importantes modifications que le succès fut au rendez-vous, lorsque le premier essai de vol d'un missile non armé fut réussi, à la fin du mois d'août 1996. Le 6 octobre 1997, la seconde étape des essais en vol commença, avec des résultats très concluants dès le premier lancement. Malheureusement, plus de 12 jours après, le second tir se solda par un échec, ce qui allongea à nouveau la durée du développement de 6 mois. Le missile fut finalement corrigé et prêt à entrer en service entre la fin du printemps et le début de l'été 1998. Les dirigeants de la firme ayant construit le missile furent interviewés et félicités par le président de la commission militaire centrale de la République populaire de Chine, Liu Huaqing, et le ministre de la Défense, Chi Haotian, pour les travaux effectués sur le CF-2.
D'après les résultats publiés dans l'édition d'avril 2000 du magazine chinois Aeropace World (世界航空航天博览), le CF-2 était considéré par les militaires chinois comme étant l'un des missiles les plus efficaces de sa catégorie disponibles dans l'inventaire chinois. Il était également affirmé qu'il était celui ayant le meilleur rapport qualité / prix, le développement le plus court, les mises à jour les plus réussies, et était déclaré comme étant suffisamment précis pour pouvoir accomplir des frappes chirurgicales. Son système de guidage fut utilisé pour effectuer la mise à jour des CF-1, qui pouvaient dès lors être aussi efficaces que leur successeur.
Malheureusement, les missiles de la série CF souffraient toujours d'un défaut majeur, inhérent à leur principe même de conception : ils étaient de grandes dimensions et beaucoup trop lourds. Bien qu'ils fussent terriblement efficaces, cet inconvénient leur imposait de reposer sur des lanceurs basés à terre, et leur avenir semble moins évident que celui des missiles de la série Hongniao ou DH-10, plus récents.

## Utilisateurs
- : Armée populaire de libération (APL)
- : Forces armées iraniennes